# Adejeania saetigera
Adejeania saetigera är en tvåvingeart som beskrevs av Guimaraes 1966. Adejeania saetigera ingår i släktet Adejeania och familjen parasitflugor. Inga underarter finns listade i Catalogue of Life.